# گارت جنینگز
گارت جنینگز (انگلیسی: Garth Jennings؛ زادهٔ ۴ مارس ۱۹۷۲) کارگردان فیلم، فیلم‌نامه‌نویس، تهیه‌کننده فیلم، بازیگر، نویسنده اهل بریتانیا است.
از فیلم‌ها یا برنامه‌های تلویزیونی که وی در آن نقش داشته‌است می‌توان به پلیس داغ، راهنمای مسافران مجانی کهکشان اشاره کرد.